# Mericonda
Le mericonde (o mariconde) sono degli gnocchi di forma diversa, composti di un impasto a composizione variabile di pane raffermo. 

## Preparazione
Tagliare il pane senza crosta a fettine, metterlo in una zuppiera, coprirlo di latte e lasciarlo macerare per mezz'ora. In una a parte casseruola, fare sciogliere il burro, unire il pane e cuocere a fuoco lento finché tutto il latte non sarà evaporato. Togliere dal fuoco, unire il formaggio, le uova, il sale e la noce moscata, eventualmente aggiungere altro parmigiano o pane grattugiato, qualora il composto fosse troppo tenero. Mescolare il tutto e lasciar riposare per mezz'ora. In una pentola, mettere a bollore del brodo di carne e far i piccoli gnocchetti del composto preparato. La minestra sarà cotta in cinque minuti, quando i gnocchetti verranno a galla.